# Xyris spathacea
Xyris spathacea är en gräsväxtart som beskrevs av Joseph Lanjouw. Xyris spathacea ingår i släktet Xyris och familjen Xyridaceae. Inga underarter finns listade i Catalogue of Life.